# Bezirksgemeinde Limbaži
Die Bezirksgemeinde Limbaži (lettisch Limbažu novads) – wie alle Novadi Lettlands in rechtlichem Sinne eine Großgemeinde – liegt im Norden Lettlands in der historischen Landschaft Vidzeme. Ihr Verwaltungssitz ist in Limbaži.
Die Bezirksgemeinde entstand im Rahmen einer Verwaltungsreform zum 1. Juli 2021 durch den Zusammenschluss des alten Bezirks Limbaži mit den Bezirken Aloja und Salacgrīva, sodass sie bis auf das Gebiet des ehemaligen Bezirks Krimulda dem Landkreis Limbaži entspricht, der bis 2009 Bestand hatte.

## Geografie
Das Gebiet grenzt im Norden an Estland, im Osten an die Bezirksgemeinde Valmiera, im Südosten an die Bezirksgemeinde Cēsis, im Süden an die Bezirksgemeinde Sigulda und die Bezirksgemeinde Saulkrasti sowie im Westen an den Rigaischen Meerbusen.
Größte Flüsse in der Bezirksgemeinde sind die Salaca, die Svētupe und die Brasla, größte Seen der Augstroze-See, der Limbaži-See und der Lāde-See. Fast die gesamte Bezirksgemeinde liegt im Biosphärenreservat Nord-Vidzeme.

## Gliederung
Die Bezirksgemeinde umfasst die 5 Städte (pilsētas) Ainaži, Aloja, Limbaži, Salacgrīva und Staicele sowie 14 Gemeinden (pagasti):
| - Ainaži - Aloja (Land) - Braslava - Brīvzemnieki - Katvari | - Liepupe - Limbaži (Land) - Pāle - Salacgrīva (Land) - Skulte | - Staicele - Umurga - Vidriži - Viļķene |

## Verkehr
In der Bezirksgemeinde endet die Bahnstrecke Zemitāni–Skulte mit Anschluss nach Riga, eine Weiterführung von Skulte nach Rūjiena wurde stillgelegt. Wichtigste Straßenverbindung ist die Staatsstraße A1 von Riga nach Ainaži am Grenzübergang nach Estland, die Teil der Europastraße 67 ist. Bei Limbaži, Aloja und Vitrupe in der Gemeinde Salacgrīva (Land) gibt es Flugplätze.

## Nachweise
1. ↑  Law on Administrative Territories and Populated Areas, likumi.lt, abgerufen am 8. August 2021